# Bertil Florman
Bertil Florman, född 29 oktober 1902 i Klara församling Stockholm, död 4 juli 1987 i Kungsholms församling Stockholm, var en svensk flygare och flygplatschef. Han var son till hovfotografen Ernest Florman samt kusin till Adrian och Carl Florman. 
Florman tjänstgjorde som värnpliktig flygförare vid svenska marinen och tilldelades svenskt aviatördiplom 302. Ett haveri med ett sjöflygplan stoppade hans karriär som flygare. Han studerade vid Stockholms högskola och Kungliga Tekniska högskolan 1921-1924.
Han arbetade först som stationschef för AB Aerotransport på Bulltofta och Torslanda. År 1929 utsågs han till stationschef för Stockholms stads internationella sjöflygplats vid Lindarängen. När Stockholms stadsfulläktige 1933 beslutade att man skulle bygga en ny flygplats i Bromma kom han att ingå i projekteringsgruppen redan från början. Hösten 1933 inleddes byggandet som ett statskommunalt reservarbete för arbetslösa. Bergen sprängdes med dynamit och marken jämnades till med hjälp av släggor och spadar. När Bromma flygplats invigdes 23 maj 1936 kunde han som flygplatschef hälsa kungen och inbjudna gäster välkomna till den då modernaste flygplatsen i Europa, och fortsatte som flygplatschef till 1958.
Han var flygplatschef för Arlanda från 1958. Den nya flygplatsen invigdes 14 december 1959, men eftersom flygplatsen utvecklades och nya lokaler behövde uppföras, blev det många invigningar. 1962 invigde han tillsammans med kungen en ny temporär utrikesterminal. Bara några år senare behövdes en ny byggnad. Florman for över till USA för att där studera deras senaste lösningar för byggnader och passagerarströmmar. Väl åter i Sverige räknade han ut att om han inledde en byggnation skulle den bara vara halvfärdig när han gick i pension. Om byggnaden inte skulle fungera kunde man då hänvisa till en person som inte längre var verksam vid flygplatsen. Han ansåg att den nya terminalen skulle projekteras av en chef som kunde övervaka hela byggnadens tillblivelse, och han slutade som flygplatschef 1963.
Vid sidan av arbetet som flygplatschef var han verksam på en lång rad förtroendeposter och med utredningar. Han var bland annat ordförande i Flygsportsförbundet under 1970-talet, och VD för Aero Material AB från 1964 till 1969.